# Paul Ghirardani
Paul Ghirardani je britský scénograf a filmový architekt, který pracoval na výpravě filmových projektů jako Anna a král (1999), Seveřan (2022) či Hra o Trůny (2014–2019).

## Životopis
Vystudoval prostorovou tvorbu na Kingston School of Art ve Velké Británii. Od 90. let pracuje jako umělecký vedoucí filmů jako Anna a král (1999), Žena v černém (2012), Seveřan (2022). Podílel se také na 4. – 7. sérii seriálu Hry o Trůny, za který získal čtyři ceny Emmy.

## Scénografie
| Rok       | Název filmu                                       | Typ            | Žánr                                    | Režie                                         |
| --------- | ------------------------------------------------- | -------------- | --------------------------------------- | --------------------------------------------- |
| 1998      | Work Experience                                   | Krátkometrážní | Komedie                                 | James Hendrie                                 |
| 1998      | Cider with Rosie                                  | TV film        | Drama, Romantický                       | Charles Beeson                                |
| 1999      | Makléř                                            | Film           | Drama, Krimi, Thriller                  | James Dearden                                 |
| 1999      | Anna a král                                       | Film           | Drama, Romantický                       | Andy Tennant                                  |
| 2001      | Sword of Honour                                   | TV Film        | Drama                                   | Bill Anderson                                 |
| 2001      | Jiný život                                        | Film           | Drama, Romantický, Krimi                | Philip Goodhew                                |
| 2002      | Stahující se mračna                               | TV film        | Drama                                   | Richard Loncraine                             |
| 2002      | Jak je důležité míti Filipa                       | Film           | Drama, Romantický, Krimi                | Oliver Parker                                 |
| 2002      | Tichý pláč                                        | Film           | Drama, Thriller, Mysteriózní            | Julian Richards                               |
| 2002      | Posedlost                                         | Film           | Drama, Romantický, Mysteriózní          | Neil LaBute                                   |
| 2002      | Dead Gorgeous                                     | TV film        | Drama, Komedie                          | Sarah Harding                                 |
| 2004      | Trauma                                            | Film           | Thriller                                | Marc Evans                                    |
| 2004      | Božská Julie                                      | Film           | Drama, Komedie                          | István Szabó                                  |
| 2004      | Dívčí válka                                       | Film           | Komedie, Dobrodružný                    | Brian Grant                                   |
| 2005      | Show začíná                                       | Film           | Drama, Komedie                          | Stephen Frears                                |
| 2005      | Říkejte mi Kubrick                                | Film           | Drama, Komedie                          | Brian W. Cook                                 |
| 2006      | Ve stínu Beethovena                               | Film           | Drama, Životopisný                      | Agnieszka Holland                             |
| 2006      | Zatmívání                                         | Film           | Drama, Thriller, Mysteriózní            | Oliver Parker                                 |
| 2006      | Drákulův polibek                                  | TV film        | Drama, Horor                            | Bill Eagles                                   |
| 2008      | Rozum a cit                                       | TV seriál      | Drama, Romantický                       | John Alexander                                |
| 2008      | Malá Dorritka                                     | TV seriál      | Drama, Romantický, Historický           | Diarmuid Lawrence, Dearbhla Walsh, Adam Smith |
| 2009      | V srdci bouře: Churchill ve válce                 | TV film        | Drama, Životopisný, Válečný, Historický | Thaddeus O'Sullivan                           |
| 2009      | Desperate Romantics                               | TV seriál      | Drama, Historický                       | Diarmuid Lawrence, Paul Gay                   |
| 2010      | Černý chlapec                                     | Film           | Drama, Krimi, Thriller                  | Rowan Joffe                                   |
| 2011      | Následuj svůj sen                                 | Film           | Drama, Rodinný, Sportovní, Road movie   | Ellen Perry                                   |
| 2011      | Nadějné vyhlídky                                  | TV seriál      | Drama                                   | Brian Kirk                                    |
| 2012      | Žena v černém                                     | Film           | Drama, Horor, Thriller, Mysteriózní     | James Watkins                                 |
| 2012      | The Last Weekend                                  | TV seriál      | Thriller                                | Jon East                                      |
| 2013      | Podezření pana Whichera: Vražda v Andělské uličce | TV film        | Drama, Krimi, Mysteriózní               | Christopher Menaul                            |
| 2014      | Effie Grayová                                     | Film           | Drama, Romantický, Životopisný          | Richard Laxton                                |
| 2014–2019 | Hra o trůny                                       | TV seriál      | Fantasy, Akční                          | David Nutter, Alan Taylor                     |
| 2015      | Milenci v čase                                    | Film           | Akční, Sci-Fi                           | Roland Joffé                                  |
| 2018      | The Guernsey Literary and Potato Peel Pie Society | Film           | Drama, Romantický, Historický           | Mike Newell                                   |
| 2020      | Prokletá                                          | TV seriál      | Fantasy, Dobrodružný                    | Jon East, Daniel Nettheim                     |
| 2020      | V bublině                                         | Film           | Komedie                                 | Judd Apatow                                   |
| 2020      | Seveřan                                           | Film           | Drama, Akční, Dobrodružný, Thriller     | Robert Eggers                                 |
| 2020      | Víly z Inisherinu                                 | Film           | Drama, Komedie                          | Martin McDonagh                               |
| 2024      | Nosferatu                                         | Film           | Drama, Horor                            | Robert Eggers                                 |

## Ocenění
| Rok  | Cena                                      | Kategorie                                                                        | Film                              | Výsledek  | Společně ocenění | Ref.  |
| ---- | ----------------------------------------- | -------------------------------------------------------------------------------- | --------------------------------- | --------- | --- | ----- |
| 2000 | Satellite Awards                          | Nejlepší výprava                                                                 | Anna a král                       | nominace  | Luciana Arrighi, Lek Chaiyan Chunsuttiwat, Marc Fisichella, John Ralph | [ 2 ] |
| 2000 | Online Film & Television Association      | Nejlepší výprava                                                                 | Anna a král                       | nominace  | Luciana Arrighi, Lek Chaiyan Chunsuttiwat, Marc Fisichella, Tom Nursey, John Ralph |       |
| 2000 | Art Directors Guild                       | Cena za vynikající výpravu                                                       | Anna a král                       | nominace  | Luciana Arrighi, Marc Fisichella, Tom Nursey, John Ralph, Ian Whittaker |       |
| 2009 | Cena Emmy                                 | Vynikající výtvarná režie pro minisérii nebo film                                | Malá Dorritka                     | vítězství | James Merifield, Deborah Wilson |       |
| 2009 | Cena Emmy                                 | Vynikající výtvarná režie pro minisérii nebo film                                | V srdci bouře: Churchill ve válce | nominace  | Luciana Arrighi, Ian Whittaker |       |
| 2012 | Cena Emmy                                 | Vynikající výtvarná režie pro minisérii nebo film                                | Nadějné vyhlídky                  | vítězství | David Roger, Jo Kornstein |       |
| 2014 | Cena Emmy                                 | Vynikající výtvarná režie pro současný nebo fantasy seriál (s jednou kamerou)    | Hra o trůny                       | vítězství | Deborah Riley, Rob Cameron |       |
| 2014 | Online Film & Television Association      | Nejlepší výprava seriálu                                                         | Hra o trůny                       | vítězství | Gemma Jackson, Deborah Riley, Ashleigh Jeffers, Heather Greenlees, Andy Thomson, Tom Still, Alex Bailey, Philip Elton, Rob Cameron |       |
| 2015 | Cena Emmy                                 | Vynikající scénografie pro současný narativní nebo fantasy pořad (hodina a více) | Hra o trůny                       | vítězství | Deborah Riley, Rob Cameron |       |
| 2015 | Art Directors Guild                       | Hodinový periodický nebo fantasy televizní seriál s jednou kamerou               | Hra o trůny                       | vítězství | Deborah Riley, Christina Moore, Philip Elton, Hauke Richter, Alex Baily, Iain White, Ivo Husnjak, Aoife Warren, Brendan Rankin, Mark Lowry, Philippa Broadhurst, Michael Eaton, David Packard, Max Berman, Nick Ainsworth, Peter McKinstry, William Simpson, Rob Cameron |       |
| 2016 | Cena Emmy                                 | Vynikající scénografie pro současný narativní nebo fantasy pořad (hodina a více) | Hra o trůny                       | vítězství | Deborah Riley, Rob Cameron |       |
| 2016 | Art Directors Guild                       | Hodinový periodický nebo fantasy televizní seriál s jednou kamerou               | Hra o trůny                       | vítězství | Deborah Riley, Christina Moore, Philip Elton, Hauke Richter, Iain White, Nick Wilkinson, Mark Lowry, Brendan Rankin, Jim Stanes, Nick Ainsworth, Peter McKinstry, Kieran Belshaw, Rob Cameron |       |
| 2016 | Australian Production Design Guild Awards | Design televizního seriálu                                                       | Hra o trůny                       | vítězství | Deborah Riley, Rob Cameron, Christina Moore, Hauke Richter, Philip Elton, Brendan Rankin, Harry Pain |       |
| 2016 | British Film Designers Guild Awards       | Nejlepší scénografie v mezinárodním televizním dramatu včetně minisérie          | Hra o trůny                       | vítězství | Deborah Riley, Rob Cameron |       |
| 2017 | Art Directors Guild                       | Cena za vynikající produkční design                                              | Hra o trůny                       | nominace  | Deborah Riley, Christina Moore, Philip Elton, Hauke Richter, Jan Walker, Brendan Rankin, Iain White, Vanessa O'Connor, Jim Stanes, Nick Ainsworth, Kieran Belshaw, Magdalena Kusowska, Rob Cameron |       |
| 2018 | Cena Emmy                                 | Vynikající scénografie pro současný narativní nebo fantasy pořad (hodina a více) | Hra o trůny                       | vítězství | Deborah Riley, Rob Cameron |       |
| 2018 | Art Directors Guild                       | Cena za vynikající produkční design                                              | Hra o trůny                       | vítězství | Deborah Riley, Christina Moore, Philip Elton, Hauke Richter, Nick Wilkinson, Brendan Rankin, Iain White, Harry Pain, Mark Lowry, Rachel Aulton, James M. Spencer, Vanessa O'Connor, Jim Stanes, David Packard, Kieran Belshaw, Nick Ainsworth, Philipp Scherer, Chris Caldow, Daniel Blackmore, Jessica Sinclair, Dan Caplan, Owen Black, Archie, Campbell-Baldwin, Megan McCrea, Rhiannon Fraser, Greg Winter, Rob Cameron |       |
| 2019 | Cena Emmy                                 | Vynikající scénografie pro současný narativní nebo fantasy pořad (hodina a více) | Hra o trůny                       | nominace  | Deborah Riley, Rob Cameron | [ 3 ] |
| 2020 | Art Directors Guild                       | Cena za vynikající produkční design                                              | Hra o trůny                       | nominace  | Deborah Riley, Philip Elton, Hauke Richter, Nick Wilkinson, Harry Pain, Mark Lowry, Rachel Aulton, Brendan Rankin, Owen Black, Jamie Shakespeare, Grace-Anna Hay, Kieran Belshaw, Philipp Scherer, Daniel Blackmore, Ulrich Zeidler, Jessica Sinclair, Jim Stanes, Rhiannon Fraser, David Packard, Thomas Kirkwood, Rob Cameron                                                                                             |       |